# Wulf and Eadwacer
Wulf and Eadwacer est un poème en vieil anglais qui figure dans le Livre d'Exeter, un manuscrit compilé au XIe siècle.
Long de 19 vers, il s'agit d'un des poèmes anglo-saxons les plus difficiles à interpréter. Sa lecture la plus couramment acceptée en fait la complainte d'une femme séparée de l'homme qu'elle aime, Wulf, par un gardien tyrannique, Eadwacer. Elle mentionne également son enfant, emporté dans la forêt. D'autres interprétations ont été proposées par les chercheurs : il est notamment possible que Wulf et Eadwacer ne soient qu'une seule et même personne.
Comme The Wife's Lament, un autre poème du Livre d'Exeter, Wulf and Eadwacer a pour particularité d'avoir une femme comme narratrice. Il est possible de le considérer comme un des premiers exemples de Frauenlieder.